# الکساندر روسیپال
الکساندر روسیپال (انگلیسی: Alexander Rossipal؛ زادهٔ ۶ ژوئن ۱۹۹۶) بازیکن فوتبال است.

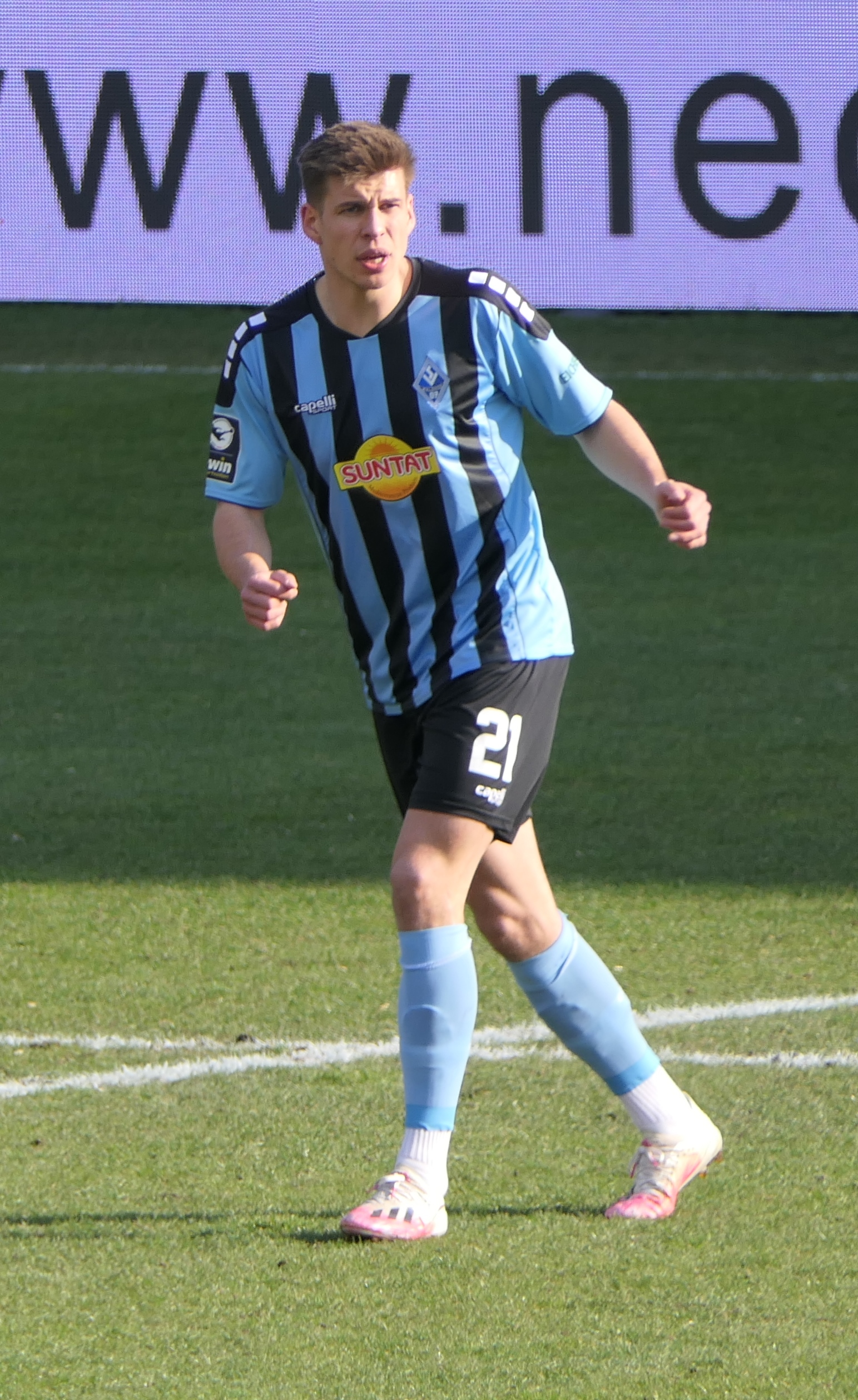
الکساندر روسیپال در سال ۲۰۲۲

از باشگاه‌هایی که در آن بازی کرده‌است می‌توان به باشگاه فوتبال هوفنهایم اشاره کرد.
وی همچنین در تیم ملی فوتبال جوانان آلمان بازی کرده‌است.